# مرلین مینتر
مرلین مینتر (به انگلیسی: مرلین مینتر) (متولد ۱۹۴۸) یک هنرمند تجسمی آمریکایی است که شاید بیشتر به خاطر نقاشی‌ها و عکس‌های حسی‌اش که به سبک فوتورئالیسم انجام شده‌است که مرز بین هنر تجاری و هنر زیبا را محو می‌کند، شناخته شده‌است. مینتر در حال حاضر در بخش MFA در دانشکده هنرهای تجسمی در شهر نیویورک تدریس می‌کند.

## سنین جوانی و تحصیل
مینتر در سال ۱۹۴۸ در شریوپورت، لوئیزیانا به دنیا آمد. او در فلوریدا بزرگ شد.
در سال ۱۹۷۰ او مدرک BFA را از دانشگاه فلوریدا در گینزویل دریافت کرد. در سال ۱۹۷۲ مدرک MFA در نقاشی را از دانشگاه سیراکیوز دریافت کرد.

## سبک
عکس‌ها و آثار او اغلب شامل تصاویر جنسی و شهوانی است. فرایند منتر با صحنه‌سازی عکس‌برداری با فیلم آغاز می‌شود. او از دستکاری دیجیتال طفره می‌رود، در عوض از یک فرایند معمولی تاریکخانه برای ساخت عکس‌ها استفاده می‌کند. او عکس‌های خود را برش نمی‌دهد یا به صورت دیجیتالی دستکاری نمی‌کند. از سوی دیگر، نقاشی‌های او با ترکیب نگاتیو در فتوشاپ برای ایجاد یک تصویر کاملاً جدید ساخته شده‌اند. این تصویر جدید سپس به نقاشی‌هایی تبدیل می‌شود که از طریق لایه بندی رنگ مینا روی آلومینیوم ایجاد شده‌است. مینتر و دستیارانش مستقیماً از این تصویر دیجیتالی تازه ایجاد شده کار می‌کنند. لایه آخر با نوک انگشتان اعمال می‌شود تا یک مدل‌سازی یا نرم شدن خطوط قلم مو ایجاد شود.

## حرفه
حرفه مینتر زمانی شروع شد که او در دانشگاه فلوریدا دانشجو بود، جایی که او با راهنمایی دایان آربوس مجموعه ای از مطالعات عکاسی را با مادر معتادش به مواد مخدر انجام داد. مینتر بعداً در سال ۱۹۷۶ پس از اخذ مدرک کارشناسی ارشد هنرهای زیبا در دانشگاه سیراکیوز به شهر نیویورک نقل مکان کرد و با نقاش اکسپرسیونیست آلمانی کریستف کوههوفر شروع به همکاری کرد. در طول دهه ۱۹۸۰، او تصاویر مشتق شده از پاپ را که غالباً جنسیت را در بر می‌گرفت، بررسی کرد و لحن بسیاری از آثار او را تعیین کرد. اگرچه کار مشترک آنها مورد تحسین منتقدان قرار گرفت، اما زمانی که نمایش‌های آنها در سال‌های ۱۹۸۴ و ۱۹۸۶ در گالری عمارت گریسی موفقیت تجاری نداشت، کوه هوفر و مینتر راه خود را از هم جدا کردند.

## نمایشگاه‌ها را انتخاب کنید
مینتر موضوع نمایشگاه‌های انفرادی متعددی بوده‌است، از جمله:
مینتر موضوع نمایشگاه‌های انفرادی متعددی بوده‌است، از جمله:
- اثر جدید: مرلین مینتر، موزه هنر مدرن سانفرانسیسکو (۲۰۰۵)[۱۲]
- مرلین مینتر: رنگ جویدنی، مرکز هنرهای معاصر، سینسیناتی (۲۰۰۹)[۱۳]
- مرلین مینتر، دیکتورهالن (۲۰۱۰)[۱۴]
- مرلین مینتر: له شدن نارنجی، موزه هنرهای معاصر کلیولند (۲۰۱۰)[۱۵]
- مرلین مینتر: زیبا/ کثیف، موزه هنرهای معاصر هیوستون (۲۰۱۵)[۱۶]

## نمایندگی
مینتر توسط گالری‌های زیر نمایندگی می‌شود: سالن۹۴ در نیویورک رگان پروژه در لس آنجلس، و گالری بالدوبن در آسپن.

## کتابشناسی - فهرست کتب
مرلین مینتر ، گریگوری آر. میلر و شرکت، 2007شابک ‎۹۷۸−۰−۹۷۴۳۶۴۸−۶−۵